# Theo van Boven

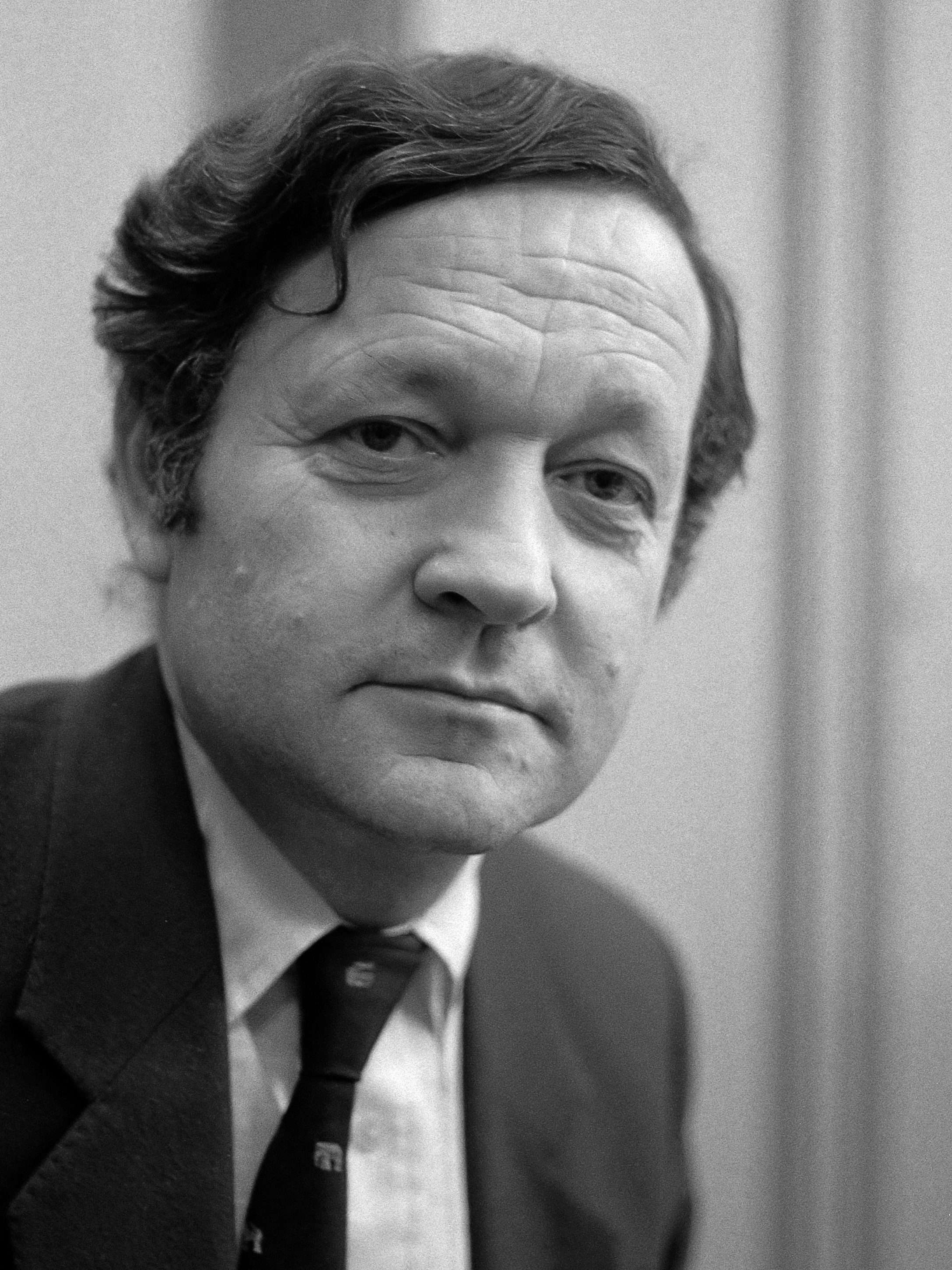
Theo van Boven (1983)

Theo van Boven (* 16. Mai 1934) ist ein niederländischer Jurist und emeritierter Professor des Völkerrechts an der Universität Maastricht. Theo van Boven erhielt 1985 den Right Livelihood Award (besser bekannt als „Alternativer Nobelpreis“). Des Weiteren war er von 2001 bis 2004 UN-Sonderberichterstatter über Folter.

## Leben
Theo van Boven promovierte 1967. Bis 1977 lehrte er an der Universität von Amsterdam Menschenrechte. In dieser Zeit vertrat er die Niederlande 1970 bis 1975 in der UN-Menschenrechtskommission. Von 1977 bis 1985 war er in der UN-Abteilung für Menschenrechte als Direktor tätig. Er setzte sich in dieser Zeit stets dafür ein, dass Menschenrechte nicht nur eine untergeordnete Politik der UN, sondern ein Leitfaden auf allen Ebenen der UN sein sollen.
Hiernach war van Boven als Professor an der Universität in Limburg.
Von 1995 bis 2016 gehörte er der Jury des Internationalen Nürnberger Menschenrechtspreises an.